# Heterochelus freudei
Heterochelus freudei är en skalbaggsart som beskrevs av Kulzer 1960. Heterochelus freudei ingår i släktet Heterochelus och familjen Melolonthidae. Inga underarter finns listade i Catalogue of Life.